# Легат Пере Зубца
Легат Пере Зубца један је од легата у  саставу Дома легата које је основало Удружења Адлигат, као невладине, непрофитне организације грађана, које се бави унапређењем српске културе, уметности и међународне сарадње. Тако се поред осталих легата у „Дому легата“ налази однедавно и библиотека – легат  Пере Зупца. Тиме је за следећа поколења  сачувана  библиотека Пере Зубца као једног од значајнијих  интелекуталаца. Захваљујући овом легату није сачувано Зубчево духовно благо, већ и сећање на његову личност и дело.

## О легату и легатару
Легат је у Београду имао је двоструку културну функцију. Као израз индивидуалне културне свести, легаторство је употпуњавало оно што се подразумева под културним бићем једног народа. С друге стране, легаторство је на особен начина потврђивало јединствену бригу за културна и уметничка остварења заједнице која су промакла надлежним установама. Зачет с краја 19 века, у 20 веку овај вид културног доброчинства се шири, тако да је 1983. године Београду било око 150 легата, а у 21. веку их је много више.
Оснивањем легата Пере Зубца (1945), који је и сам оснивач Удружења Адлигат, након своје смрти и сам је постао саставни део Дома легата Адилат.
Овај књижевник, прославио се на просторима бивше Југославије једном од најлеших љубавних поема српске поезије – “Мостарске кише”, аутор је више од педесет објављених књига поезије. Аутор је и двадесетак антологија југословенског и светског песништва (заступљених у десетак страних и више од три стотине српских песничких антологија) Песме су му превођене на преко двадесет језика.
Добитник је свих значајнијих књижевних награда.
Заступљен је у читанкама и лектири у Србији, Хрватској, Црној Гори и Босни и Херцеговини.
Колика је била популарност Зубчеве поеме “Мостарске кише”, говори чињеница да је ова поема у преводу Ирине Чивалихине, коју је објавио московски часопис “Работница” имала тираж од 19.750.000 примерака!
У легату Пере Зубца налазе се многобројне књиге са његовим белешкама, посветама, значајна колекција књижевне периодике и рукописа.